# Real Racing Club de Santander 2011-2012

## Rosa
| N. |                      | Ruolo | Calciatore      |
| -- | -------------------- | ----- | --------------- |
| 1  | Spagna (bandiera)    | P     | Mario Fernández |
| 2  | Spagna (bandiera)    | D     | José Picón      |
| 3  | Spagna (bandiera)    | D     | Christian       |
| 4  | Spagna (bandiera)    | D     | Osmar Barba     |
| 5  | Senegal (bandiera)   | C     | Papakouli Diop  |
| 6  | Spagna (bandiera)    | D     | Domingo Cisma   |
| 7  | Spagna (bandiera)    | C     | Manuel Arana    |
| 8  | Spagna (bandiera)    | C     | Gonzalo Colsa   |
| 9  | Argentina (bandiera) | A     | Lautaro Acosta  |
| 10 | Spagna (bandiera)    | A     | Pedro Munitis   |
| 11 | Spagna (bandiera)    | C     | Óscar Serrano   |
| 13 | Spagna (bandiera)    | P     | Toño            |

| N. |                      | Ruolo | Calciatore          |
| -- | -------------------- | ----- | ------------------- |
| 14 | Spagna (bandiera)    | D     | Álvaro              |
| 15 | Spagna (bandiera)    | D     | Francis             |
| 16 | Svezia (bandiera)    | C     | Kennedy Bakircioglü |
| 17 | Spagna (bandiera)    | A     | Julián Luque        |
| 18 | Colombia (bandiera)  | D     | Bernardo            |
| 19 | Spagna (bandiera)    | D     | Marc Torrejón       |
| 20 | Spagna (bandiera)    | C     | Edu Bedia           |
| 21 | Grecia (bandiera)    | C     | Alexandros Tziolīs  |
| 22 | Uruguay (bandiera)   | A     | Christian Stuani    |
| 23 | Spagna (bandiera)    | C     | Adrián              |
| 24 | Argentina (bandiera) | A     | Ariel Nahuelpan     |